# Ramla

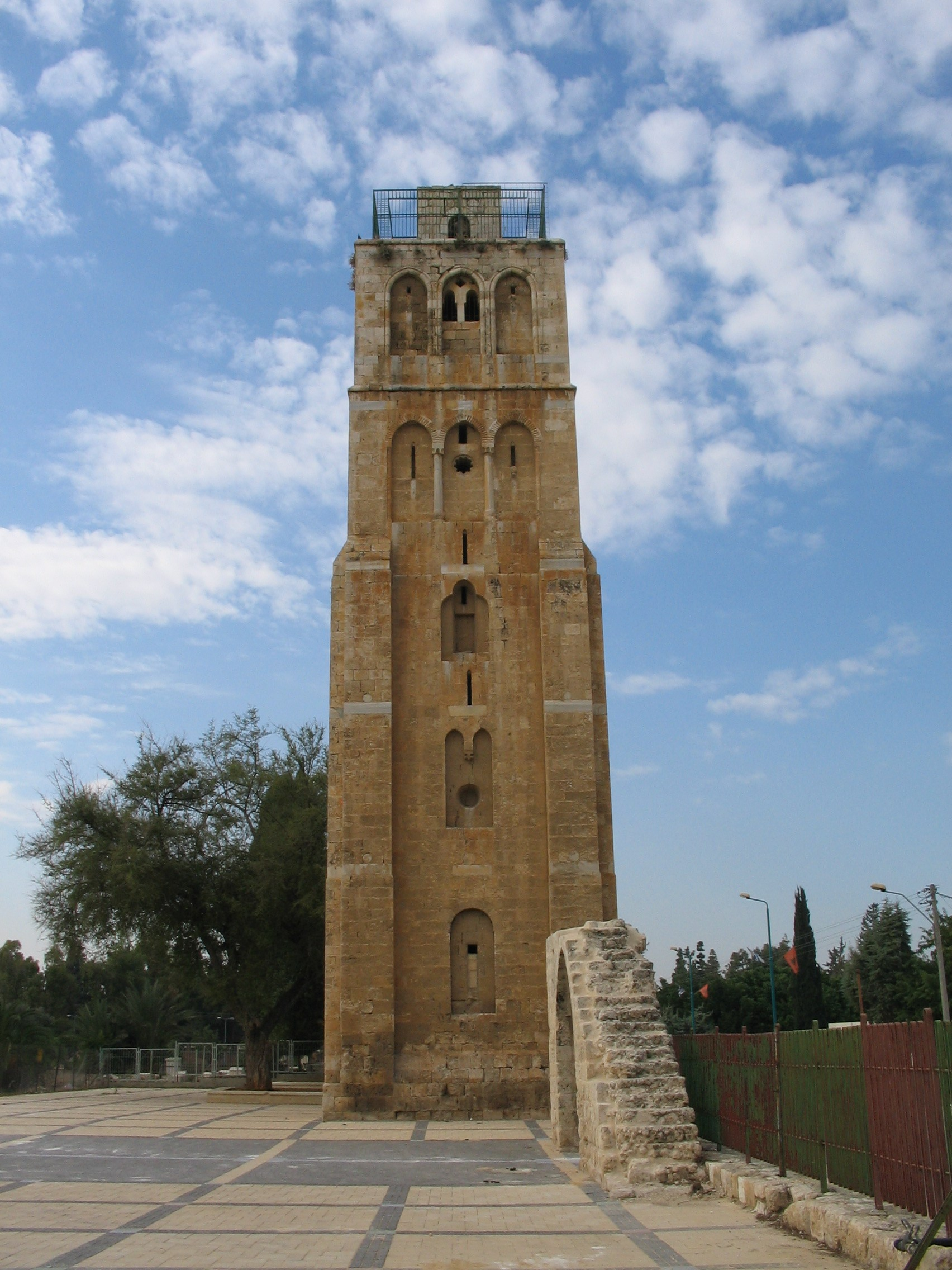
Torre de la Mesquita Blanca

Ramla (hebreu: רמלה, Ramlāh‎, Ramlāh; àrab: الرملة, ar-Ramla) —també transcrita Ramlah, al-Ramlah, Ramle o Remle i fins i tot Rama— és una ciutat israeliana pertanyent al Districte Central d'Israel. En l'any 2009 la seva població era de 65.800 habitants.

## Història
Ramla o Ramle (el nom original àrab), fou fundada vers els anys 705-715 pel futur califa Sulayman ibn Abd al-Malik durant el regant del seu germà al-Walid I ibn Abd-al-Malik, molts anys després de la conquesta àrab de la regió. Estava a la ruta entre Damasc i Egipte a l'encreuament de la via entre Jaffa i Jerusalem. No se sap segur si antigament hi havia un emplaçament anterior, i s'ha tractat d'identificar-la amb Ramatha (Ramatain) o amb Arimatea, de la que només se sap que estava a Judea i que fou la ciutat originària de Josep d'Arimatea, però no se'n sap més. Els autors àrabs suposen que era un terreny de sorra sense cap assentament anterior i per exemple al-Yaqubí diu que el seu nom deriva de raml, «arena». Formà part del jund de Filistín del que va esdevenir capital en el lloc de Lod (Lydda o Ludd) que al seu torn ho era des de la pesta d'Anwas del 639. La població de Lod hi fou traslladada i aquesta ciutat va entrar en decadència mentre Ramla prosperava. S'hi va construir un kasr o palau. A la caiguda dels omeies van governar els abbàssides. En fonts escrites europees apareix el 870 esmentada per pelegrins francs. El 10 de desembre de 1033 un terç de la ciutat fou destruït per un terratrèmol; el 1068 un nou terratrèmol va produir més danys.
Vegeu jarràhides, emirs de Ramla.
Sota els croats (1099) al segle xii fou seu d'una senyoria i un bisbat amb una notable església. El primer bisbe fou Robert de Rouen, que ho fou també de Lydda i que al mateix temps fou senyor del territori fins vers el 1115 o 1120 quan la senyoria va passar a Balduí, que era segurament el castellà de Ramla. El 1126 va passar al comtat de Jaffa però després de la revolta el 1134 del comte Hug II, en fou separada i la senyoria concedida a un anomenat Balduí II. Prop de Ramla hi havia el castell d'Ibelin, casa senyorial a la qual fou aportada Ramla en herència per la filla de Balduí II, Helvis, casada amb Barisan (Balian), de la família d'Ibelin. Vers 1163 Benjamí de Tudela la va visitar i diu que hi havia uns 300 jueus a la ciutat.
El germà de Balian, Hug d'Ibelin va morir el 1170 i la senyoria d'Ibelin va passar a Balduí (I d'Ibelin i III de Ramla) que va preferir Ramla, i va cedir Ibelin en feu a Barisan (Balian). Balduí (I-III) i Balian van donar suport (1174) a Ramon III de Trípoli contra el regent de Jerusalem Miles de Plancy (que governava en nom del rei Balduí IV de Jerusalem) i el 1177 van prendre part en la batalla de Montgisard, dirigint la victoriosa avantguarda contra la potent força musulmana enemiga. En aquest any Balian, ja vídu, es va casar amb Maria Comnena, vídua del rei Amalric I, i va adquirir la senyoria de Nablus, que havia estat donada en dot a Maria quan es va casar amb el rei Amalric, i que ara va unir a la de Ramla. El 1179, Balduí d'Ibelin fou capturat per Saladí després de la batalla de Mardj Uyun, i Balian de Ramla va ajudar a pagar el rescat (que finalment va pagar l'emperador Manuel I Comnè) sent Balduí alliberat el 1180. El 1183 Balduí i Balian van donar suport a Ramon III contra Guiu de Lusignan, marit de Sibil·la de Jerusalem i actual regent de Balduí IV de Jerusalem. Com que aquest era leprós el seu nebot de 5 anys, Balduí de Montferrat, fou coronat co-rei per evitar la presa del poder per Guiu, i Balian fou el senyor que va portar a l'infant a l'església del Sant Sepulcre per ser coronat. Balduí IV va morir el 1185 i Balduí V va esdevenir únic rei amb 8 anys però va morir el 1186, i llavors Balian i Maria Comnena, amb suport de Ramon III, van promocionar a Isabel Comena (germana de Maria) de 14 anys, com a candidata al tron; però el seu marit Humfred IV de Toron va refusar la corona i va jurar lleialtat a Guiu. Balian també va haver de reconèixer a Guiu a contracor, i el seu germà Balduí d'Ibelin, que va refusar fer-ho, es va haver d'exiliar a Antioquia. Balian va ser encarregat de la regència d'Ibelin, en nom de Tomas, fill de Balduí.
El 1187 els croats foren derrotats (1 de maig) a la batalla de Cresson; Balian no hi va arribar a temps. A la següent batalla, a Hattin, el 4 de juliol, Balian i Joscelí III d'Edessa manaven la rereguarda; la decisiva victòria musulmana els va donar el domini de gairebé tot el regne de Jerusalem. El regent Guiu de Lusignan va caure presoner i els musulmans van ocupar ràpidament els castells i ciutats. Balian es va poder escapar a Tir amb alguns altres nobles (pocs) i allí Conrad de Montferrat, oncle patern de Balduí V de Jerusalem, va agafar el comandament i del que Balian fou un dels seus principals consellers. Balian va demanar a Saladí permís per anar a Jerusalem (encara no conquerida) i escortar a la seva esposa fins a Trípoli. Saladí l'hi va donar a canvi de renunciar a Ramla i Nablus i no tornar a lluitar contra ell. Però en arribar a Jerusalem Heracli (Eraclius) el patriarca el va rellevar del seu jurament (al·legant que el deure d'un cristià estava per damunt del jurament a un infidel); va intentar organitzar una defensa de la ciutat però no hi havia gaires cavallers (màxim 14, probablement només dos) i va crear 60 cavallers entre els burgesos. La reina Sibil·la va tenir poca part en la defensa que va estar en mans de Balian. El setembre Saladí va iniciar el setge quan ja dominava la resta del territori incloent Ibelin, Nablus, Ramla, i Ascaló. El sultà, tot i la paraula trencada de Balian, va respectar la seva i va donar una escorta per acompanyar a Maria Comnena i els seus fills fins a Trípoli. En aquest moment Balian tenia a Jerusalem l'autoritat d'un rei tal com assenyala Ibn al-Athir. Finalment, impossibilitat de defensar la ciutat contra tants enemics, va acceptar l'entrega sense lluita a canvi de deixar marxar a 7.000 cristians (pels que es pagarien 30.000 bezants; cada home podria ser substituït per dues dones o deu nens). El 2 d'octubre Balian va entregar les claus de la ciutat i va començar un període de 50 dies per acomplir les condicions pactades; els que no van pagar van quedar convertits en esclaus però Saladí en va alliberar alguns. El 20 de novembre tres columnes de cristians abandonaven la ciutat, sent la darrera la de Balian i Heracli. Balian va arribar a Trípoli i es va reunir amb la seva dona.
La reina Sibil·la de Jerusalem va morir al setge d'Acre el 1190. Isabel Comnè, cunyada de Balian, passava a ser la legítima reina però Guiu de Lusignan li va refusar el títol i el marit d'Isabel Comnè, Humfred de Toron, li va restar lleial. Balian i Maria es van apoderar d'Isabel i li van suggerir el divorci; el matrimoni d'Isabel fou anul·lat per Ubaldo Lanfranchi, arquebisbe de Pisa i legat del papa, i per Felip de Dreux, bisbe de Beauvais. Aquest llavors la va casar amb Conrad de Montferrat el que presentava alguns problemes nous i d'altra banda van arribar Ricard I d'Anglaterra i Felip II de França amb la Tercera Croada. Ricard I va donar suport a Guiu (que era el seu vassall per la casa de Lusignan que estava al Poitou) i Felip va donar suport a Conrad que era cosí del seu difunt pare. Balian donava lògicament suport a Conrad. En aquest 1188 va morir Tomas d'Ibelin i Balian, que era el seu tutor, va quedar nominal senyor d'aquest territori si bé sense poder exercir autoritat de moment.
Conrad fou finalment confirmat com a rei però al cap de pocs dies, el 28 d'abril de 1192, fou assassinat a Tir per dos sectaris ismaïlites (hashshashins) un dels quals sembla que servia a la casa de Balian des de feia mesos i l'altra potser servia a la del mateix Conrad o a la de Reginald de Sidó. Ricard I fou acusat d'haver participat en el crim. Llavors la reina Isabel Comnè estava embarassada (la seva filla fou Maria de Montferrat) i es va casar amb Enric II de Xampanya només una setmana després. Balian fou un dels consellers del nou rei consort. En aquest mateix any va dirigir la rereguarda cristiana (l'exèrcit manat per Ricard I) a la batalla de Jaffa i poc després va ajudar a negociar el tractat de Ramla entre Ricard I i Saladí, que va posar fi a la III Croada. D'acord amb aquest tractat Ibelin restava en mans de Saladí però es retornaven moltes posicions de la costa. després de la marxa de Ricard, Saladí va cedir a Balian el castell de Caymont i cinc llogarets propers, tots fora d'Acre. Balian va morir el 1193 sense recuperar Ramla ni Nablus (ni evidentment Ibelin). Tenia quatre fills de Maria Comnena: Helvis (esposa de Reginald de Sidó i després de Guiu de Montfort); Joan d'Ibelin que fou senyor de Beirut i conestable de Jerusalem, i regent de Jerusalem per la seva neboda Maria de Montferrat; Margarita casada amb Hug de Saint-Omer i després amb Gualter de Cesarea; i Felip d'Ibelin, regent de Xipre.
Dominada Ramla per Saladí, aquest la va destruir per evitar la recuperació pels croats. Baybars I va restaurar l'anomenada Mesquita Blanca i hi va afegir dues cúpules. Des de 1187 va quedar gairebé despoblada i així va restar sota els mamelucs. El 1355 la va visitar Ibn Battuta. El 1420 el duc Felip el Bo hi va fundar un monestir. Sota els otomans (després del 1517) va seguir poc poblada. Un terratrèmols el 1546 va afectar la ciutat i el 1548, només s'informa de 528 famílies musulmanes i 82 cristianes.
El 1798 Napoleó Bonaparte la va escollir com a quarter general per la conquesta de Palestina. Va estar uns anys sota domini egipci però va retornar als otomans fins al 1917 quan fou ocupada pels britànics. El 1927 va patir un terratrèmol. Del 1920 al 1947 la ciutat fou governada pel xeic Mustafà Khairi. El 1945 tenia 11.900 habitants musulmans, 3.260 cristians i jueus (total 15.160 habitants). El 1947 va quedar dins l'estat àrab. El 1948, després de diversos atacs irregulars israelians, l'exèrcit jueu va desfermar l'operació Dani i la ciutat fou ocupada el 12 de juliol de 1948, pocs dies després de la conquesta de Lydda; la resistència àrab es va rendir el mateix dia i els habitants foren expulsats per ordre de David Ben-Gurion.
Molts dels habitants àrabs de la ciutat van ser expulsats a l'èxode palestí de 1948 de Lod/Lydda i Ramla, en què 70.000 palestins d'aquestes ciutats van ser expulsats de les seves llars per la neteja ètnica d'Israel.
Després de l'ocupació israeliana de 1949, una vegada que els israelians van controlar les ciutats, es va dictar una ordre d'expulsió signada per Yitzhak Rabin a les Forces de Defensa d'Israel (FDI) que deia: "1. Els habitants han de ser expulsats ràpidament sense atenció a l'edat ...". Els residents de Ramla van ser expulsats, mentre que la gent de Lydda es va veure obligada a caminar quilòmetres durant una onada de calor estival fins a les línies del front àrab, on la Legió Àrab, l'exèrcit britànic de Transjordània, va intentar proporcionar-los refugi i subministraments. Centenars de refugiats van morir durant l'èxode per esgotament i deshidratació, amb estimacions de fins a 500 persones. Fou coneguda com la marxa de la mort de Lydda i Ramle.
The Economist va escriure el 21 d'agost d'aquell any: "Els refugiats àrabs van ser sistemàticament desposseïts de totes les seves pertinences abans de ser enviats a la frontera. Havien de deixar objectes de la llar, botigues, roba". Cohen, director del departament àrab de Mapam, es va queixar a Yigal Allon mesos després de les deportacions que se li havia dit a les tropes que retiressin joies i diners dels residents perquè arribessin a la Legió Àrab sense recursos, augmentant així la càrrega de tenir-los cura.
El 14 de juliol de 1948, l'exèrcit israelià va dir a Ben-Gurion que no quedava "cap habitant àrab" a Ramla ni a Lod, com se'ls anomenava ara. Però s'hi van quedar diversos centenars, inclosos treballadors de la ciutat que mantenien serveis essencials de la ciutat com el servei d’aigua, i treballadors amb experiència del ferrocarril i l’aeroport, ancians, malalts i alguns cristians, i altres que tornaren a casa seva mesos següents. L'octubre de 1948, el governador militar israelià de Ramla-Lod va informar que 960 palestins vivien a Ramla i 1.030 a Lod. Els treballadors palestins autoritzats a romandre a les ciutats estaven confinats a guetos. L'administració militar va dividir la regió en tres zones -Ramla, Lod i Rakevet, un barri de Lod establert pels britànics per als treballadors del ferrocarril- i va declarar les zones àrabs dins d'elles "tancades". El govern militar a les ciutats va acabar l'abril de 1949.
Desenes de milers dels habitants nadius àrabs de Ramle i Lydda i els seus descendents viuen avui en camps de refugiats a la resta de Palestina, Jordània o el Líban, entre d'altres, esperant el retorn a la seva terra i llars.
La població expulsada fou substituïda per jueus que el febrer de 1949 ja eren uns sis mil. El 1970 tenia 31.000 habitants i el 1972 eren 34.000. El 2020 tenia 70.000 habitants, un 87% jueus, i una minoria àrab palestina.

## Agermanaments
- Kansas City (Missouri)
- Vaughan, Ontario, Canadà
- Moers, Alemanya
- Daugavpils, Letònia
- Mek'ele, Etiòpia
- Txeliàbinsk, Rússia